# Dios es bueno
Dios es bueno es el vigésimo noveno disco editado por Marcos Witt. Este álbum fue grabado en vivo en Puerto Rico. También incluyó un DVD que contiene cuatro videos musicales.
Obtuvo el galardón a "Mejor álbum cristiano" en los premios Grammy Latinos y premios Billboard, asimismo una nominación en los GMA Dove Awards.

## Listado de canciones
1. "Intro de niños" - 00:52
2. "Mi Anhelo" (Marcos Witt) - 03:07
3. "¡Vengan Todos!" (Marcos Witt) - 03:37
4. "El Gozo Del Señor" (Marcos Witt) - 04:24
5. "Tengo Libertad" (Marcos Witt) - 05:23
6. "A Ti Sea La Gloria" (Coalo Zamorano) - 04:33
7. "¡Gloria!" (Edna Lorena Gil Porras) - 07:42
8. "Es Por Tu Amor" (Alex Campos) - 06:59
9. "Tú Eres Fiel" (Marcos Witt) - 05:24
10. "Rey De Gloria" (Néstor Delgado, Arnoldo Ramirez) - 11:11
11. "En Los Montes, En Los Valles" (Feat. Funky) (Emmanuel Espinosa, Juan Salinas) - 05:26
12. "Dios Ha Sido Bueno" (Marcos Witt) - 07:18

## DVD
- En Los Montes, En Los Valles
- Jesús Es El Señor
- Santa La Noche
- Gracias

## Personal
- Nashville String Machine - cuerdas
- Marcos Witt - piano, productor, liner notes
- Derrick Horne - arreglista
- Juan Salinas - guitarra, asistente, productor
- Milton Sesenton - arreglista
- Dick Tunney - director de cuerdas
- Sergio González - arreglista
- James Hernández - trombón, arreglista
- Junior Alvarado - Bajo
- Gustavo López - trompeta
- Tony Rijos - guitarra
- Eliud Velázquez - percusión
- Wiso Aponte - guitarra
- Orlando Rodríguez - ingeniero, mezcla
- Coalo Zamorano - coro, mezcla
- Héctor "Perucho" Rivera - arreglista, teclados
- Lucy Esquilin - coro
- Vanyo Esquilin - coro
- Steven Monárrez - arreglista, teclados y sintetizadores en: "Tú Eres Fiel"
- Holger Fath - arreglista
- Ismael Rivera - batería

## Premios y nominaciones
En 2006, el álbum fue ganador de los premios Latin Grammy como "Álbum cristiano en español" y en los Billboard Music Award en la misma categoría. También estuvo nominado para un premio Dove al Álbum español del año en la 37ª edición de los premios GMA Dove.